# 岩崎達也
岩崎 達也（いわさき たつや、男性、1969年6月20日 - ）は、日本の空手家。極真会館出身で、剛毅會空手の宗師。段位は九段（剛毅會）。

## 来歴
東京都目黒区生まれ。高校生の時に極真会館東京城南川崎支部、廣重毅のもとに入門。当時の城南川崎支部に在籍していた緑健児、八巻建志といった選手らに鍛え上げられ、高校生ながら首都圏交流試合に出場して優勝。1990年の全日本ウェイト制空手道選手権大会では21歳で優勝し、1995年の同大会でも田村悦宏や黒澤浩樹ら強豪を退けて2度目の優勝（いずれも重量級）。体重無差別の全日本選手権でも第3位を最高に数度入賞している。明治大学を卒業。
総合格闘家転向のため、2001年に極真会館（松井派）を脱退。
2002年1月27日、パンクラスで「チームタフ提供試合」として菊田早苗と3分間のエキシビションマッチを行なった。
2002年8月28日、Dynamite! SUMMER NIGHT FEVER in 国立でヴァンダレイ・シウバと総合格闘技ルールで対戦し、1R1分16秒左ハイキックからのパウンドでTKO負け。試合後には「負けたが爽やかな気持ち」、「空手では勝っても負けてもいない」、「機会があればまたやりたい」と語った。この試合は、シウバの対戦相手が決まっておらず相手を募集している、という石井和義からの呼びかけ広告を電車内で目にし、試合4日前に名乗りを上げて対戦が決定した。
2004年、クンダリーニJP公認インストラクター、火の呼吸武術ヨーガ師範となった。なお、数見道場創始者の数見肇と行動を共にしていたが、のちに別々に行動するようになる。
選手引退後は後進の指導の傍ら、宇城憲治にも師事している。また、山崎照朝が歌ったテレビアニメ空手バカ一代のED副主題歌としてレコードのB面に収録された「空手道おとこ道」をカバーし、極真会館オフィシャル音楽CDに収録、発売された。
2022年11月、国際空手道連盟の賛助会員として、極真会館に関わることが発表された。

## 戦績
| 総合格闘技 戦績 | 総合格闘技 戦績 | 総合格闘技 戦績 | 総合格闘技 戦績 | 総合格闘技 戦績 | 総合格闘技 戦績 | 総合格闘技 戦績 |
| --------------- | --------------- | --------------- | --------------- | --------------- | --------------- | --------------- |
| 1 試合          | (T)KO           | 一本            | 判定            | その他          | 引き分け        | 無効試合        |
| 0 勝            | 0               | 0               | 0               | 0               | 0               | 0               |
| 1 敗            | 1               | 0               | 0               | 0               | 0               | 0               |

| 勝敗 | 対戦相手             | 試合結果                             | 大会名                               | 開催年月日    |
| ×    | ヴァンダレイ・シウバ | 1R 1:16 TKO（左ハイキック→パウンド） | Dynamite! SUMMER NIGHT FEVER in 国立 | 2002年8月28日 |

### 関連人物
- 大山倍達
- 廣重毅
- 松井章圭
- 黒澤浩樹
- 緑健児
- 堺貞夫
- 八巻建弐
- 金子雅弘
- 数見肇
- 田村悦宏
- 三明広幸
- 七戸康博
- 鈴木国博
- 藤井脩祐
- 平本蓮